# Distrito electoral de Union Valley (condado de Cheyenne, Nebraska)
Union Valley (en inglés: Union Valley Precinct) es un distrito electoral ubicado en el condado de Cheyenne en el estado estadounidense de Nebraska. En el Censo de 2010 tenía una población de 511 habitantes y una densidad poblacional de 1,42 personas por km².

## Geografía
Union Valley se encuentra ubicado en las coordenadas 41°23′57″N 102°59′25″O / 41.39917, -102.99028. Según la Oficina del Censo de los Estados Unidos, Union Valley tiene una superficie total de 359.14 km², de la cual 359.14 km² corresponden a tierra firme y (0%) 0 km² es agua.

## Demografía
Según el censo de 2010, había 511 personas residiendo en Union Valley. La densidad de población era de 1,42 hab./km². De los 511 habitantes, Union Valley estaba compuesto por el 97.06% blancos, el 0% eran afroamericanos, el 0.2% eran amerindios, el 0% eran asiáticos, el 0% eran isleños del Pacífico, el 0.39% eran de otras razas y el 2.35% pertenecían a dos o más razas. Del total de la población el 1.76% eran hispanos o latinos de cualquier raza.